# Mandibulats
Els mandibulats (Mandibulata) són un clade d'artròpodes que agrupa els clades dels miriàpodes i pancrustacis (crustacis+hexàpodes). Es caracteritzen per posseir mandíbules, com el seu nom indica. La resta d'artròpodes estan classificats com a quelicerats. És un clade que s'oposa a Paradoxopoda o Myriochelata i que els situa com a erronis.